# PRIDE 武士道 -其の十三-
PRIDE 武士道 -其の十三-（プライド ぶしどう そのじゅうさん）は、日本の総合格闘技イベント「PRIDE」の大会の一つ。2006年（平成18年）11月5日、神奈川県横浜市の横浜アリーナで開催された。

## 大会概要
PRIDE武士道シリーズとしては最後の大会であると同時にPRIDE史上最長の約6時間半の興行となった。煽りVTR制作に佐藤大輔（元フジテレビ）、ナレーターに立木文彦という体制が復活。
ウェルター級グランプリの準決勝は、三崎和雄と郷野聡寛がパウロ・フィリオとデニス・カーンに挑み、ともに健闘するも敗北。決勝戦はフィリオとカーンが対戦する予定であった。しかし、フィリオが三崎戦で左膝靭帯を負傷し、決勝戦棄権となり、公式ルールに基づき、準決勝でフィリオに敗れた三崎が決勝に代役進出することになった。
序盤はカーンが主導権を握ったが、1R後半から三崎が怒涛の反撃に出て試合の流れをひっくり返すと、その後も守りに入らずに攻め続け逆転勝利。三崎がウェルター級グランプリ優勝を果たし、五味隆典に次ぐ二人目の日本人PRIDE王者と同時に日本人初のPRIDEウェルター級チャンピオンとなった。
PRIDE 武士道 -其の十二-で復活した五味隆典が、4月に敗北を喫したマーカス・アウレリオとライト級タイトルを懸けたリベンジマッチに挑む。試合内容は必ずしも納得のいくものではなかったものの、五味がスプリットの判定勝利で、リベンジを果たすとともに初のタイトル防衛に成功した。
この大会からウェルター級に転向した菊田早苗は、後半のスタミナに不安を残したものの積極的に技を仕掛け、判定勝ち。
美濃輪育久はヘビー級のマイク・バートンと壮絶な殴り合いを展開した。

## 試合結果
第1試合 PRIDEウェルター級グランプリ リザーブマッチ 1R10分、2R5分
○  ゲガール・ムサシ vs.  ヘクター・ロンバード ×
2R終了 判定3-0
※ムサシがリザーブ権を獲得
第2試合 PRIDEウェルター級グランプリ 準決勝 1R10分、2R5分
○  パウロ・フィリオ vs.  三崎和雄 ×
1R 9:43 腕ひしぎ十字固め
※フィリオが勝利するも、負傷棄権により三崎がグランプリ決勝進出
第3試合 PRIDEウェルター級グランプリ 準決勝 1R10分、2R5分
○  デニス・カーン vs.  郷野聡寛 ×
2R終了 判定3-0
※カーンがグランプリ決勝進出
第4試合 ウェルター級ワンマッチ 1R10分、2R5分
○  ムリーロ・ブスタマンチ vs.  ユン・ドンシク ×
2R終了 判定3-0
第5試合 ライト級ワンマッチ 1R10分、2R5分
○  ルイス・ブスカペ vs.  帯谷信弘 ×
2R終了 判定3-0
第6試合 ライト級ワンマッチ 1R10分、2R5分
○  ジョー・ピアソン vs.  前田吉朗 ×
1R 0:54 フロントチョーク
第7試合 ウェルター級ワンマッチ 1R10分、2R5分
○  菊田早苗 vs.  ジョン・フランソワ・レノグ ×
2R終了 判定3-0
第8試合 無差別級ワンマッチ 1R10分、2R5分
○  美濃輪育久 vs.  マイク・バートン ×
2R終了 判定3-0
第9試合 ライト級ワンマッチ 1R10分、2R5分
○  石田光洋 vs.  デビッド・ベルクヘーデン ×
2R終了 判定3-0
第10試合 ライト級ワンマッチ 1R10分、2R5分
○  青木真也 vs.  クレイ・フレンチ ×
1R 3:57 三角絞め
第11試合 PRIDEライト級タイトルマッチ 1R10分、2R5分
○  五味隆典 vs.  マーカス・アウレリオ ×
2R終了 判定2-1
※五味が王座の初防衛に成功
第12試合 PRIDEウェルター級グランプリ 決勝戦 1R10分、2R5分
○  三崎和雄 vs.  デニス・カーン ×
2R終了 判定2-1
※三崎がグランプリ優勝